# Folsomia brevicauda
Folsomia brevicauda är en urinsektsart som beskrevs av Agrell 1939. Folsomia brevicauda ingår i släktet Folsomia, och familjen Isotomidae. Arten är reproducerande i Sverige.